# Université d'Ankara
L'université d'Ankara (en turc : Ankara Üniversitesi) est une université publique à Ankara, en Turquie.

## Historique
L'université d'Ankara a été fondée par Kemal Atatürk pour affermir les bases de la réforme de la société turque que sa révolution avait déclenchée. Il s'agissait et de faire adhérer graduellement le peuple turc aux valeurs de la modernité, à savoir la science et les Lumières, et de faire prospérer ces valeurs. 
Les premières initiatives prises par la jeune République turque furent l'institution d'établissements d'enseignement supérieur : 
- la faculté de droit, afin de former les magistrats qui seraient chargés de mettre en application le nouvel État de droit laïc et les institutions démocratiques et républicaines (1925)
- l'Institut technique d'agronomie, pour moderniser l'agriculture du pays (1933)
- la Faculté des langues, d'histoire et de géographie, pour renouer des liens linguistiques et culturels de la Turquie avec le reste du monde, et pour faire refleurir le riche patrimoine culturel de l'Anatolie (1935)

L'enseignement de l'École des sciences politiques, qui existait déjà sous le nom de Mekteb-i Mülkiye depuis 1859, fut adapté pour former les administrateurs civils et fut transféré à Ankara en 1936 sur décision d'Atatürk. À cela s'ajoutent les facultés et instituts dont l'idée fut proposée par Atatürk, mais dont la réalisation dut attendre le début des années 1940 du fait de la Seconde Guerre mondiale : l'Institut des sciences (1943) et l'École de médecine (1945). 
L'université d'Ankara proprement dite, regroupant la faculté de droit, la faculté des langues, d'histoire et de géographie, l'Institut des sciences et la faculté de médecine (1945), ouvrit officiellement ses portes en 1946. L'université s'agrandit des facultés d'agriculture et de médecine vétérinaire (naguère rattachées à l'Institut technique d'agronomie). La faculté de théologie fut créée en 1949 et l'Institut des sciences politiques en 1950, puis virent l'École de pharmacie (1960), et en 1963 l'École de chirurgie dentaire, promue au rang de faculté en 1977 ; la faculté des sciences de l'éducation (1965), et la faculté des sciences de la communication en 1965. L'institut de sylviculture Çankırı et la faculté des sciences médicales ont été créés en 1996.